# المعجم الدولي للمصطلحات الكهرتقنية
المعجم الدولي للمصطلحات الكهرتقنية (م.د.م.ك.ت) هو قائمة منظّمة من المصطلحات والتعريفات التي تشرف عليها اللجنة الدولية الكهرتقنية (ل.د.ك)، حيث تُرتب ضمن فئات متخصصة. يهدف هذا المعجم إلى توحيد المصطلحات عالميًا في مجالات الكهرباء، التقنية، والاتصالات.
يتولى إعداد هذا المعجم اللجنة الفنية الأولى للمصطلحات التابعة للجنة الدولية الكهرتقنية. ويُنشر المعجم ضمن سلسلة المعايير الدولية المعروفة بالرمز ل.د.ك 60050 (بالانجليزية: IEC 60050)، كما يتوفر في صيغة رقمية عبر الشبكة العنكبوتية تحت اسم الموسوعة الكهرتقنية (بالانجليزية: Electropedia).
وتحتوي قاعدة بيانات الموسوعة الكهرتقنية على تعريفات لأكثر من اثنين وعشرين ألف مفهوم باللغتين الإنجليزية والفرنسية، بالإضافة إلى مصطلحات مترجمة إلى ما يصل إلى ثماني عشرة لغة أخرى.

## البنية
تُصنَّف مُدخلات المعجم الدولي للمصطلحات الكهرتقنية (م.د.م.ك.ت) ضمن تسع فئات رئيسية، حيث يُوزَّع المصطلح تبعًا لمجالات موضوعية محددة. وتُسمّى هذه الفئات على النحو الآتي:  :34
- الفئة 1: المصطلحات العامة
- الفئة 2: المواد
- الفئة 3: القياس والتحكم الآلي
- الفئة 4: المعدات الكهربائية
- الفئة 5: المعدات التقنية
- الفئة 6: توليد الطاقة ونقلها وتوزيعها
- الفئة 7: تقنيات المعلومات والاتصالات
- الفئة 8: التطبيقات الخاصة
- الفئة 9: التقييس والأنشطة ذات الصلة

تنقسم الفئات إلى مواضيع متخصصة تُعرف باسم أجزاء المعجم الكهربائي الدولي (م.ك.د)، ويُشار إلى كل جزء منها برقم ثلاثي (ر.ث.ث). ثم يُقسّم كل جزء إلى أقسام يُرمز لها برقم ثنائي (ر.ث.ن). وفي كل قسم، تُرتّب مدخلات المعجم الكهربائي الدولي ترتيبًا موضوعيًا، ويُعطى كل منها عادة رقمًا ثنائيًا أيضًا (ر.ث.ن).
وبالتالي، فإن معرف كل مفهوم اصطلاحي في المعجم يتبع النمط الآتي: ر.ث.ث - ر.ث.ن - ر.ث.ن.

## الإصدار الأول من المعجم الدولي للمصطلحات الكهرتقنية
في أول اجتماع لمجلس اللجنة الدولية الكهرتقنية في شهر أكتوبر عام 1908، أشار آرثر جيمس بلفور (الذي عُرف لاحقًا باسم النبيل بلفور) بسبب الأهمية الكبرى للعمل الذي كانت اللجنة بصدد مباشرته في توحيد المصطلحات الكهرتقنية. في عام 1910، تم تأسيس أول لجنة استشارية برئاسة بلجيكية، وقد كُلّفت بمهمة توحيد التسمية في مجال الكهرتقنية.  بحلول عام 1914، كانت اللجنة الدولية الكهروتقنية قد أصدرت أول قائمة للمصطلحات والتعاريف التي تغطي الآلات والأجهزة الكهربائية، بالإضافة إلى قائمة بالرموز الدولية للحروف المستخدمة للكميات والرموز الخاصة بأسماء الوحدات، وقائمة تعاريف تتعلق بالعنفات المائية، وعدد من التعاريف والتوصيات المتعلقة بالآلات الدوارة والمحولات. كما تم تشكيل أربع لجان فنية للتعامل مع الصناف، والرموز، وتصنيف الآلات الكهربائية، والمحركات الرئيسية. 

## البدايات الأولى للمعجم الكهرتقني الدولي
في عام 1927 تم التوصل إلى اتفاق بشأن نظام التصنيف إلى مجموعات وأقسام، ونظام ترقيم المصطلحات والتعريفات، والحجم التقريبي للمعجم الدولي للمصطلحات الكهرتقنية، وعناصر مهمة أخرى.
صدر الإصدار الأول من المعجم في عام 1938، متضمناً 2000 مصطلح وتعريف باللغتين الإنجليزية والفرنسية، بالإضافة إلى مصطلحات بالألمانية، والإيطالية، والإسبانية، والإسبرانتو. وقد كان هذا الاصدار ثمرة عمل دؤوب استمر لمدة ثمانية وعشرين عاماً. 

## توسع المعجم وإتاحته رقميًا
منذ عام 1938، وعلى الرغم من بقاء هدف المعجم الدولي للمصطلحات الكهرتقنية دون تغيير — وهو تقديم تعريفات دقيقة وموجزة وصحيحة للمفاهيم المعترف بها دولياً في مجالات الكهرتقنية، والإلكترونيات، والاتصالات — إلا أن نطاق المعجم قد توسع مواكباً لتوسع الصناعة الكهرتقنية.
عدد اللجان الفنية في اللجنة الدولية للكهرتقنية أصبح الآن أكثر من تسعين لجنة، مع وجود عدد مماثل تقريبًا من اللجان الفرعية،  ويحتوي المعجم الدولي للمصطلحات الكهرتقنية على أكثر من اثنين وعشرين ألف مدخل، تغطي أكثر من ثمانين مجالًا تخصصيًا.  تُقدَّم المصطلحات والتعاريف في المعجم الدولي للمصطلحات الكهرتقنية باللغتين الإنجليزية والفرنسية، مع إيراد ما يقابلها من المصطلحات في اللغات الآتية:  العربية، الصينية، التشيكية، الهولندية (البلجيكية)، الفنلندية، الألمانية، الإيطالية، اليابانية، الكورية، المنغولية، النرويجية (بصيغتيها: بوكمال و نينوشك)، البولندية، البرتغالية، الروسية، الصربية، السلوفينية، الإسبانية، والسويدية، مع تفاوت التغطية بحسب التخصصات. جرت العادة على أن يُطوّر المعجم الدولي للمصطلحات الكهرتقنية ويُنشر كسلسلة من المعايير الدولية تحت الرقم المرجعي ل.د.ك 50 (IEC 50)، ثم أُعيد ترقيمها إلى ل.د.ك 60050 (IEC 60050)، بحيث يغطي كل جزء من المعيار موضوعًا محددًا، كـنظرية الدوائر، تقنيات العمل على المعدات الكهربية أثناء وجود الجهد الكهربائي، والكهرأحياء (علم التأثيرات الكهربائية على الكائنات الحية. أُطلقت النسخة الإلكترونية من المعجم المعروفة باسم الموسوعة الكهرتقنية،  في 2 أبريل 2007.